# Храм Троицы Живоначальной (Зельва)
Церковь Троицы Живоначальной — приходской храм Гродненской епархии Белорусского экзархата Русской православной церкви в посёлке Зельва Гродненской области Белоруссии.

## История
Он был построен в 1815 году как униатский храм по проекту архитектора Александра Градецкого на фундаменте старинного деревянного православного храма, датируемого по одним источникам 1434 годом, по другим — 1443 годом.
По некоторым данным, здание церкви является перестроенным театром Сапеги.
В 1860-х годах Троицкий храм отремонтировал инженер Леонард Кшижановский.
В 1904—1909 годах здание храма было перестроено священником Иосифом Янковским за счет средств Синода и пожертвований верующих по проекту архитектора Ивана Плотникова. Тогда же была достроена колокольня, и в 1910 году храм был снова освящен как православный епископом Михаилом.
Белорусская поэтесса Лариса Гениюш долгое время была постоянной прихожанкой храма. В ее память на территории храма установлен памятник.
Постановлением Совета Министров Белоруссии от 2 августа 2016 года храму присвоен статус историко-культурной ценности регионального значения.

## Архитектура
Памятник архитектуры с элементами русского стиля. К кирпичному однонефному прямоугольнику по основному объему примыкают квадратная звонница и полукруглая апсида. Крыша слишком крута. Под ней по периметру карниз. Оконные проемы прямоугольные. Колокольня низкая, двухъярусная, с арочными окнами и шатровой крышей, над которой возвышается небольшой купол на круглом барабане.
Практически полностью изменена внутренняя планировка. Над входом — хор с деревянной оградой, украшенной различными геометрическими узорами. Алтарная часть выделена 2 выступами-пилонами в виде портиков на 3-х колоннах. Потолок ровный, подшивочный.

## Галерея

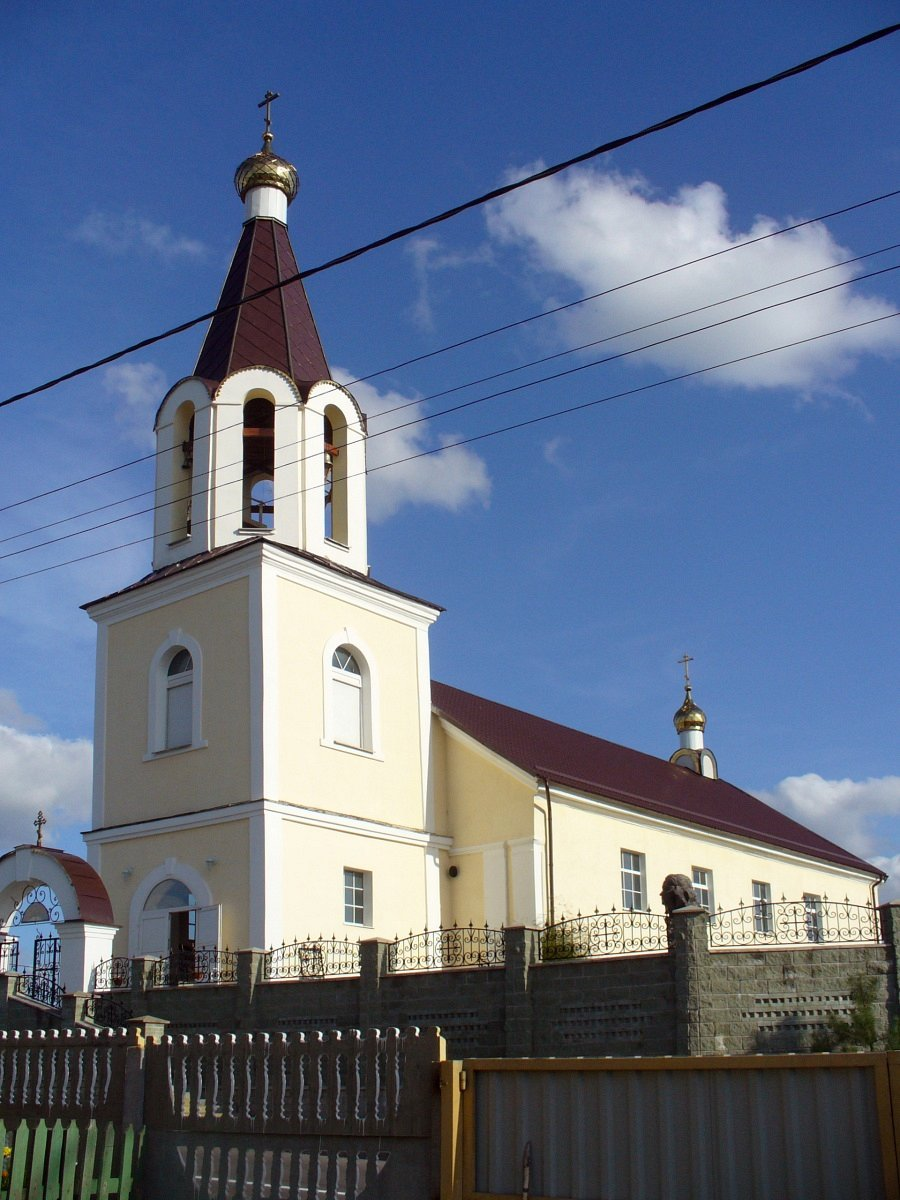
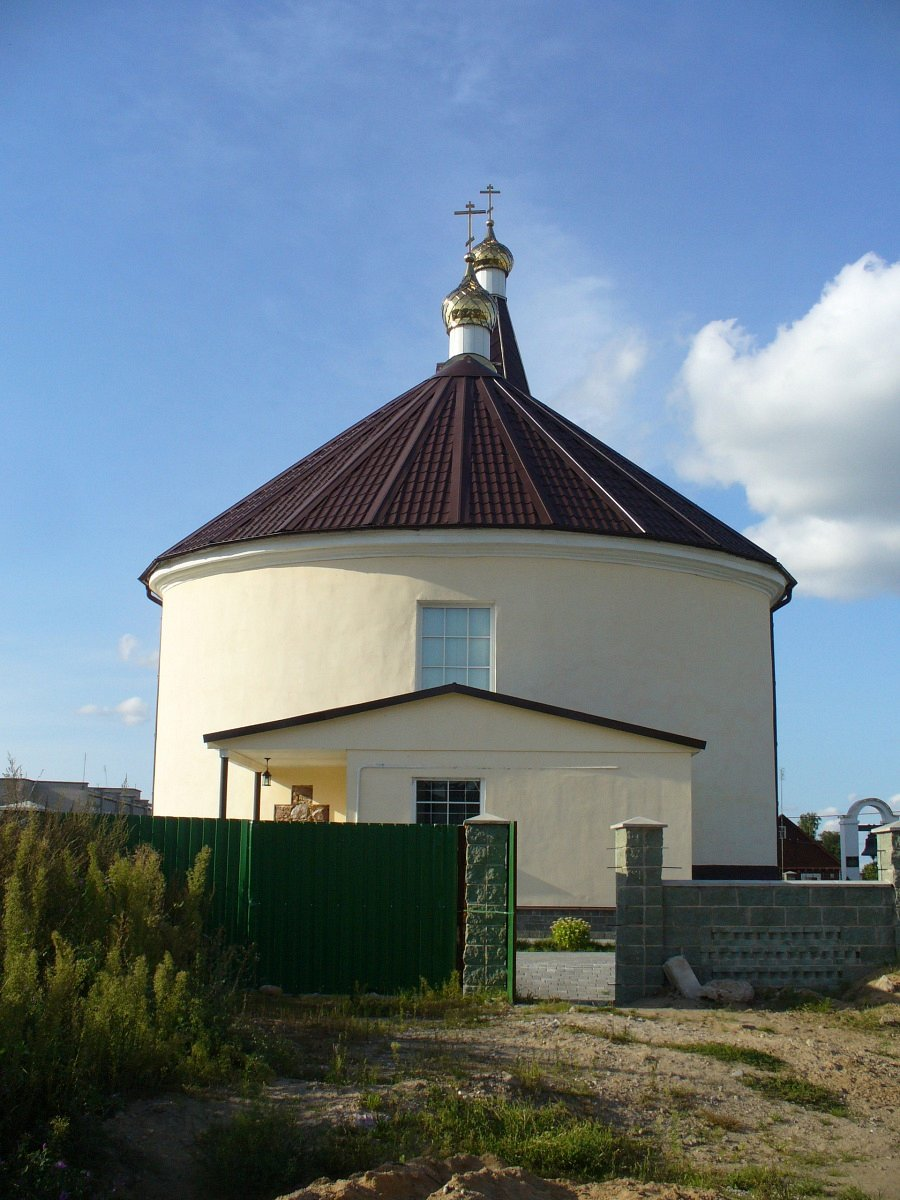
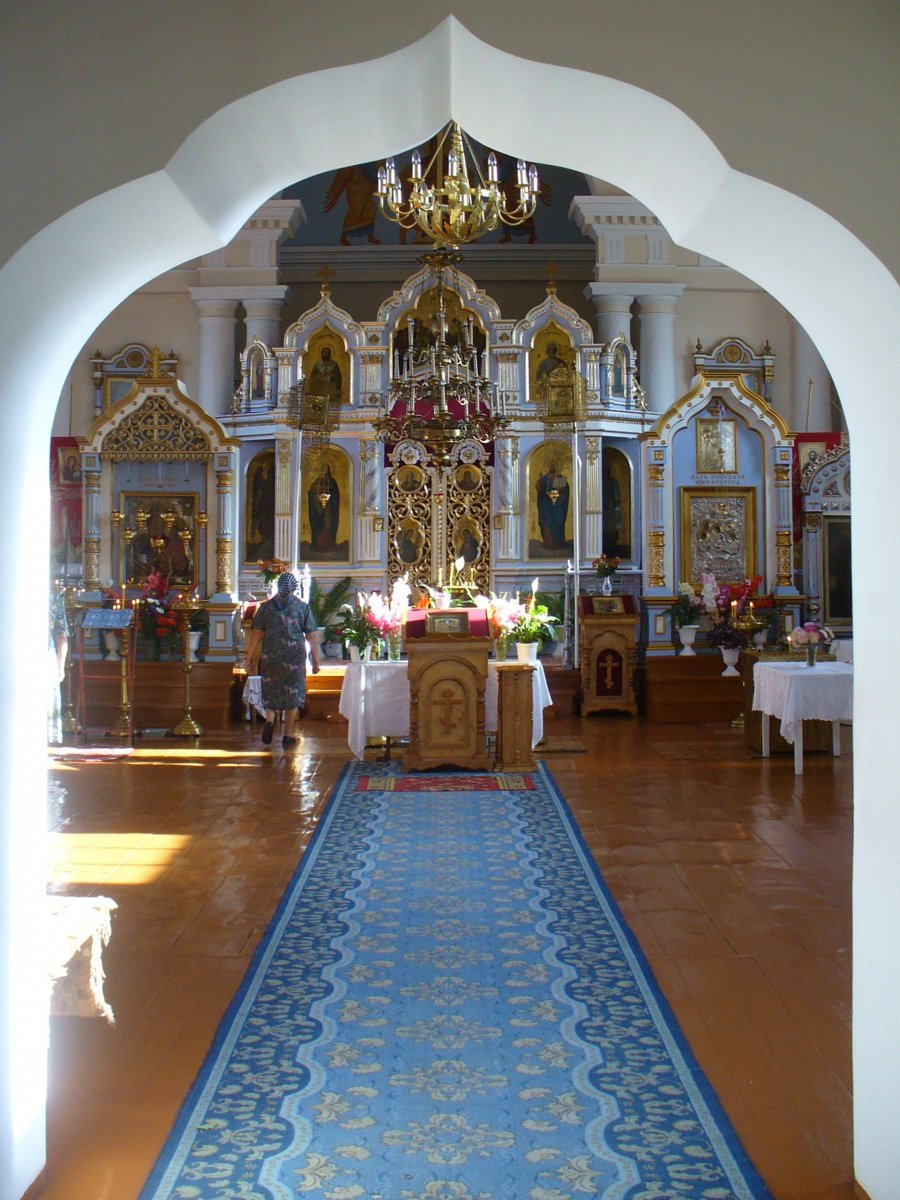

## Духовенство
Настоятелем храма служит протоиерей Георгий Суботковский.